# Parafia Świętych Apostołów Piotra i Pawła w Porębie Radlnej
Parafia Świętych Apostołów Piotra i Pawła w Porębie Radlnej – parafia rzymskokatolicka, znajdująca się w diecezji tarnowskiej, w dekanacie Tarnów Południe.

## Historia
Bezpośrednia kontynuatorka parafii w Radlnej erygowanej przed 1350. Fundacja rycerska. Parafia posiadała drewniany kościół. Kolejny, również drewniany powstał przypuszczalnie w XV wieku i istniał do 1933 roku. Murowany wybudowano w latach 1904−1905. Obok parafii istniała szkoła i przytułek zwany szpitalem.  
W 1711 roku ks. Paweł Zubrzycki proboszcz parafii w Porębie Radlnej udzielił pożyczki 1600 zł polskich Janowi Szynklarowi właścicielowi kamienicy przy bramie krakowskiej w Tarnowie. Pożyczka zabezpieczona była na tej kamienicy. Gdy dłużnik zmarł proboszcz zapisał w 1767 kamienicę na rzecz kolonii akademickiej w Tarnowie.
W latach 1776–1787 biskup krakowski utworzył przy miejscowym kościele wikarię wieczystą a majątek parafii wcielił do drugiej kanonii kaznodziejskiej przy kolegiacie tarnowskiej.
Przynajmniej od XVIII wieku we wsi Nowodworze znajdowała się drewniana kaplica obok dworu a następnie w kolejnym budynku w XIX wieku otwarto ochronkę z kaplicą pw. św Józefa.
W latach trzydziestych XX w. Małe Seminarium w Tarnowie nabyło w Porębie gospodarstwo rolne i wybudowało tam willę. Jej budowę ukończono w 1938. Gospodarstwo miało być zapleczem ekonomicznym dla Małego Seminarium, a willa służyć wypoczynkowi seminarzystów. Przejęta przez państwo na PGR. Następnie w latach 1963–1999 rezydowały w niej siostry Służebniczki Dębickie.
W latach 1981–1991 wybudowano dwie murowane kaplice. Jedną w Łękawce drugą na Świebodzinie.
W 2004 w budynku Domu Pomocy Społecznej w Nowodworzu otwarto kaplicę pw. Matki Teresy z Kalkuty.

## Okręg parafialny
Obszar parafii w latach 1536-1748 obejmował: Porębę Radlną, Łękawkę, Nowodworze, Radlną i Świebodzin. W 1536 wymieniono dodatkowo Zawadę i Podgrodzie, które w następnych latach leżą już w granicach parafii Tarnów.
1 stycznia 2007 wydzielono z terenu parafii wieś Świebodzin i część wsi Radlna i utworzono parafię rzymskokatolicką pod wezwaniem św. Maksymiliana Marii Kolbego.
22 lutego 2009 w Łękawce erygowano rektorat, a 28 czerwca 2015 wydzielono osobną parafię Matki Boskiej Częstochowskiej w Łękawce.
Obecnie teren parafii obejmuje miejscowości: Porębę Radlną, Nowodworze i fragment wsi Radlna.

## Kolatorzy[2]
Lubomirscy
- W 1711 Aleksander Dominik Lubomirski zapisał na rzecz miejscowego Bractwa św. Aniołów Stróżów "rolę zwaną Nosakowską i Kaczmarzewską"[3].

Sanguszkowie
- Hieronim Sanguszko zrzekł się patronatu szlacheckiego nad kościołem parafialnym w Porębie Radlnej 9 maja 1776 roku na rzecz Kapituły Kolegiackiej i zezwolił na włączenie dochodów z tego kościoła na rzecz kanonii kaznodziejskiej. Odtąd każdy kanonik drugiej kanonii kaznodziejskiej w Tarnowie miał być plebanem w Porębie Radlnej. Prawo prezenty i patronatu nad tą parafią przejęła Kapituła Tarnowska. Kanonik miał nadto obowiązki mszalne dla fundatorów. Fundację tę zatwierdził bp Sołtyk w 1776 i w 1780[6][7].
- Eustachy i Konstancja Sanguszkowie - jako votum za urodzenie jedynego syna fundują w 1903 materiał na nowy, murowany kościół[2].

Jordanowie właściciele Świebodzina (na przełomie XVIII i XIX w.) kolatorzy sprzętu do starego, drewnianego kościoła w Porębie Radlnej.
- Ludwik Jordan (1752–1817) i Ludwika Jordan z d.Komarnicka (1770–1830) pochowani w krypcie w drewnianym kościółku (obecnie rozebrany). Na miejscu pozostała tablica pamiątkowa.

## Proboszczowie
Nazwisko i lata proboszczowania:

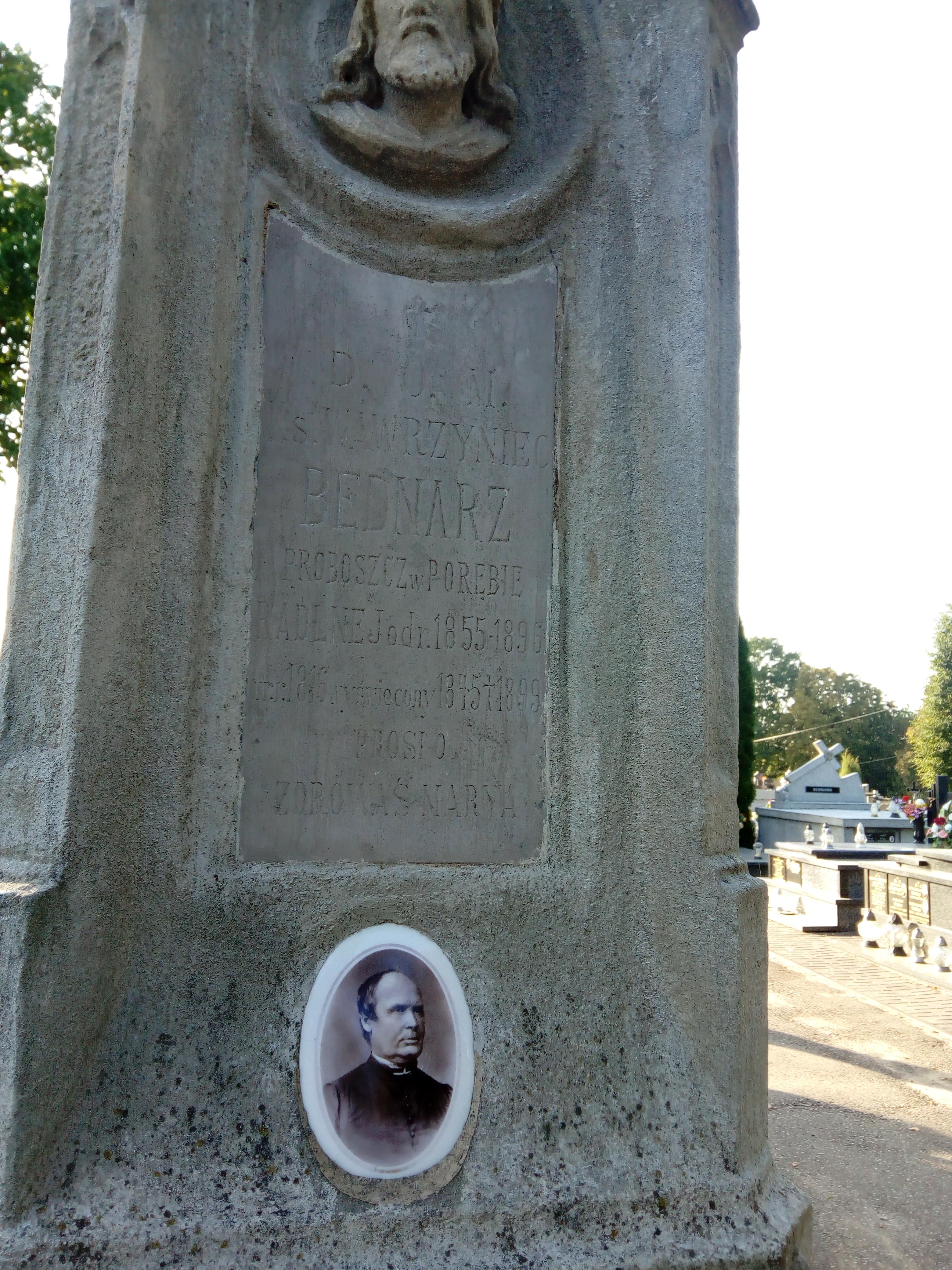
Wawrzyniec Bednarz (1816–1899)

- Marcin, kanonik kolegiaty tarnowskiej i pleban w Porębie (1546)[8]
- ks. Jakub Drozdziecki (1678)[9]
- ks. Józef Niedźwiecki (przed 1743)[10][11] później pleban w Szynwałdzie i kurator w Piotrkowicach, następnie przełożony szpitala w Tarnowie i kanonik honorowy kolegiaty tarnowskiej[12]
- ks. Grzegorz Warmski (ok. 1751)[13]
- ks. Franciszek Kędzierzyński (1771) administrator
- ks. Maciej Robacki (1758-1764)[14]
- ks. Paweł Zubrzycki (ok. 1767) ufundował tzw. kamienicę Szynklerowską w Tarnowie na rzecz kolonii akademickiej w tym mieście[15]
- ks. Józef Ostański (1779-1781) prof. rektor Akademii Krakowskiej
- ks. Jan Wiciak (1789–1817)
- ks. Kazimierz Służewski (1817–1825)
- ks. Jan Nepomucen Krobicki (1825–1828)
- ks. Jan Dereniewicz (1828–1833)
- ks. Wincenty Rabatyński[16] (1833–1838) wcześniej wikariusz katedralny w Tarnowie (1829–1833)
- ks. Ludwik Matulewicz (1838–1855), wybudował z własnych środków miejscową szkołę[2], wykupił miejsce na nowy cmentarz, wyremontował drewniany kościół, aresztowany podczas rzezi galicyjskiej za posiadanie broni palnej i nakłanianie do powstania[17][18]
- ks. Wawrzyniec Bednarz (1855–1896) utworzył obecny cmentarz[19]
- ks. Piotr Halak (1896–1903) nakłonił rodzinę Sanguszków do budowy nowego, murowanego kościoła w Porębie Radlnej[2]
- ks. Ignacy Poniewski (1903–1916)[2][20]
- ks. Józef Bardel - administrator, w 1941 rozstrzelany przez Niemców na innej placówce[21][22][2]
- ks. Julian Lesiak (1917–1928)[2]
- ks. Walenty Mróz (1929–1949)[2] ułan podczas I wojny światowej[23]. W czasie wojny polsko – bolszewickiej w 1920 zmobilizowany i przydzielony do 201 pułku kawalerii. Brał udział w Bitwie Warszawskiej m.in. w krwawych bojach pod Nieporętem, Ćwiklinem i Baboszewem[24]. Jako proboszcz wykorzystując znajomość niemieckiego podczas okupacji hitlerowskiej uratował kilka osób[2]. Ukrył w lesie kościelne organy przed wywózką[2], ocalił dzwony od zarekwirowania przez wojsko[25], ukrył również radioodbiorniki, za których posiadanie groziłby wyrok śmierci dla parafian[2].
- ks. Stanisław Smoła (1949–1954)[26][27]
- ks. Marian Krężel (1954–1994) zorganizował budowę kościołów filialnych w oddalonych wsiach Świebodzin i Łękawka, odnowił zabytkowe organy[28].
- ks. Kazimierz Dudek (1994-2013) odnowił otoczenie kościoła parafialnego, wymienił część wyposażenia[29].
- ks. Jerzy Gawle (2013-2024) odnowił i ocieplił plebanię, wymienił ogrzewanie i oświetlenie kościoła, rozpoczął wycinkę na cmentarzu, parafia uzyskała kilka dotacji na remont zabytkowych polichromii na sumę 200 tys. zł[30][31] oraz 77 tys. zł na ozdobne obsadzenia na skarpie w pasie drogi wojewódzkiej, poniżej kościoła[32].
- ks. Bartłomiej Król (od 2024)[33]

## Liczba ludności

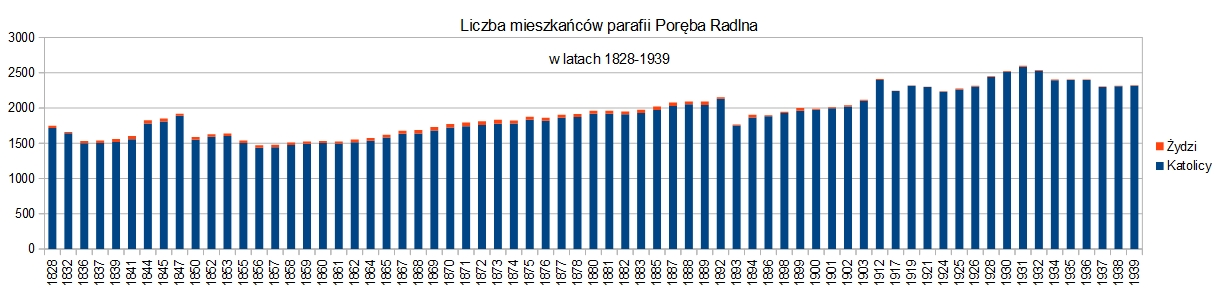
Liczba mieszkańców parafii Poręba Radlna w latach 1828–1939

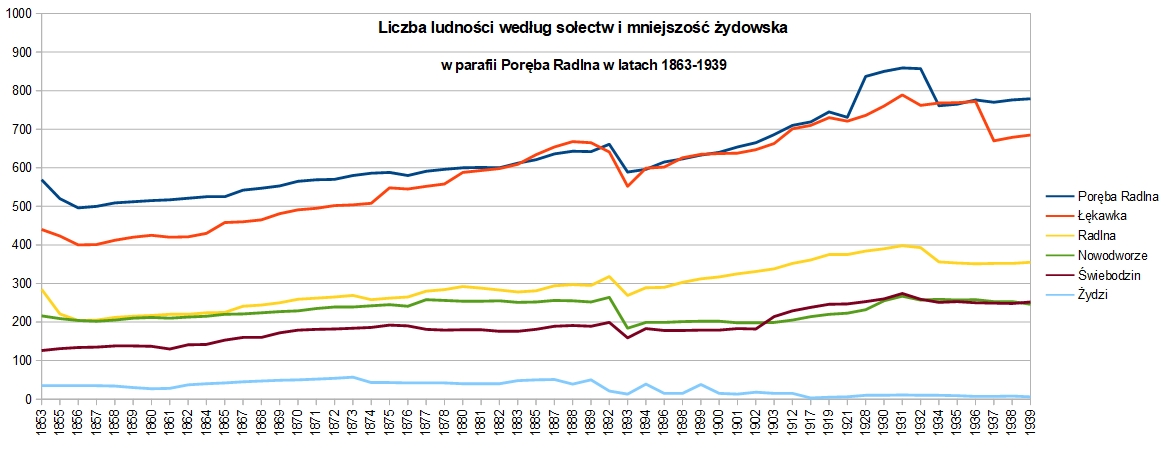
Liczba ludności według sołectw i mniejszość żydowska w parafii Poręba Radlna w latach 1863–1939

| Rok  | W sumie | Poręba Radlna | Łękawka | Radlna | Nowodworze | Świebodzin | Żydzi |
| ---- | ------- | ------------- | ------- | ------ | ---------- | ---------- | ----- |
| 1828 | 1715    | ?             | ?       | ?      | ?          | ?          | 32    |
| 1832 | 1642    | ?             | ?       | ?      | ?          | ?          | 19    |
| 1836 | 1500    | ?             | ?       | ?      | ?          | ?          | 32    |
| 1837 | 1505    | 594           | ?       | ?      | ?          | ?          | 36    |
| 1839 | 1520    | 594           | ?       | ?      | ?          | ?          | 40    |
| 1841 | 1557    | 625           | ?       | ?      | ?          | ?          | 45    |
| 1844 | 1779    | 662           | ?       | ?      | ?          | ?          | 47    |
| 1845 | 1808    | 678           | ?       | ?      | ?          | ?          | 42    |
| 1847 | 1889    | 710           | ?       | ?      | ?          | ?          | 30    |
| 1850 | 1550    | 532           | ?       | ?      | ?          | ?          | 39    |
| 1852 | 1592    | 546           | ?       | ?      | ?          | ?          | 38    |
| 1853 | 1604    | 569           | 440     | 285    | 216        | 126        | 35    |
| 1855 | 1504    | 520           | 423     | 221    | 209        | 131        | 35    |
| 1856 | 1438    | 496           | 400     | 204    | 204        | 134        | 35    |
| 1857 | 1443    | 500           | 401     | 205    | 202        | 135        | 35    |
| 1858 | 1476    | 509           | 412     | 212    | 205        | 138        | 34    |
| 1859 | 1495    | 512           | 420     | 215    | 210        | 138        | 30    |
| 1860 | 1506    | 515           | 425     | 217    | 212        | 137        | 27    |
| 1861 | 1497    | 517           | 420     | 220    | 210        | 130        | 28    |
| 1862 | 1516    | 521           | 421     | 220    | 213        | 141        | 37    |
| 1864 | 1536    | 525           | 430     | 224    | 215        | 142        | 40    |
| 1865 | 1581    | 525           | 458     | 225    | 220        | 153        | 42    |
| 1867 | 1634    | 542           | 460     | 241    | 221        | 160        | 45    |
| 1868 | 1640    | 547           | 465     | 244    | 224        | 160        | 47    |
| 1869 | 1683    | 553           | 481     | 250    | 227        | 172        | 49    |
| 1870 | 1723    | 565           | 491     | 259    | 229        | 179        | 50    |
| 1871 | 1742    | 569           | 495     | 262    | 235        | 181        | 52    |
| 1872 | 1758    | 570           | 502     | 265    | 239        | 182        | 54    |
| 1873 | 1776    | 580           | 504     | 269    | 239        | 184        | 57    |
| 1874 | 1780    | 586           | 508     | 258    | 242        | 186        | 43    |
| 1875 | 1835    | 588           | 548     | 262    | 245        | 192        | 43    |
| 1876 | 1821    | 580           | 545     | 265    | 241        | 190        | 42    |
| 1877 | 1862    | 591           | 552     | 280    | 258        | 181        | 42    |
| 1878 | 1873    | 596           | 558     | 284    | 256        | 179        | 42    |
| 1880 | 1920    | 600           | 588     | 292    | 254        | 180        | 40    |
| 1881 | 1920    | 601           | 593     | 288    | 254        | 180        | 40    |
| 1882 | 1912    | 600           | 598     | 283    | 255        | 176        | 40    |
| 1883 | 1928    | 612           | 609     | 278    | 251        | 176        | 48    |
| 1885 | 1971    | 621           | 634     | 281    | 252        | 181        | 50    |
| 1887 | 2029    | 636           | 654     | 294    | 256        | 189        | 51    |
| 1888 | 2054    | 643           | 668     | 297    | 255        | 191        | 39    |
| 1889 | 2043    | 642           | 665     | 295    | 252        | 189        | 50    |
| 1892 | 2133    | 661           | 641     | 318    | 264        | 199        | 21    |
| 1893 | 1753    | 589           | 552     | 269    | 184        | 159        | 13    |
| 1894 | 1866    | 596           | 599     | 289    | 199        | 183        | 39    |
| 1896 | 1884    | 615           | 602     | 290    | 199        | 178        | 15    |
| 1898 | 1931    | 623           | 626     | 303    | 201        | 178        | 15    |
| 1899 | 1961    | 633           | 635     | 312    | 202        | 179        | 38    |
| 1900 | 1975    | 640           | 637     | 317    | 202        | 179        | 15    |
| 1901 | 1998    | 654           | 638     | 325    | 198        | 183        | 13    |
| 1902 | 2023    | 665           | 647     | 331    | 198        | 182        | 18    |
| 1903 | 2103    | 686           | 663     | 338    | 199        | 214        | 15    |
| 1912 | 2397    | 710           | 701     | 352    | 205        | 229        | 15    |
| 1917 | 2242    | 719           | 710     | 361    | 214        | 238        | 3     |
| 1919 | 2316    | 745           | 730     | 375    | 220        | 246        | 5     |
| 1921 | 2297    | 731           | 721     | 375    | 223        | 247        | 6     |
| 1924 | 2230    | ?             | ?       | ?      | ?          | ?          | 10    |
| 1925 | 2264    | ?             | ?       | ?      | ?          | ?          | 12    |
| 1926 | 2304    | ?             | ?       | ?      | ?          | ?          | 12    |
| 1928 | 2442    | 837           | 736     | 384    | 232        | 253        | 10    |
| 1930 | 2515    | 850           | 760     | 390    | 255        | 260        | 10    |
| 1931 | 2587    | 859           | 789     | 398    | 267        | 274        | 11    |
| 1932 | 2530    | 857           | 762     | 393    | 257        | 259        | 10    |
| 1934 | 2395    | 761           | 768     | 356    | 259        | 251        | 10    |
| 1935 | 2397    | 765           | 769     | 353    | 257        | 253        | 9     |
| 1936 | 2397    | 776           | 772     | 351    | 258        | 250        | 7     |
| 1937 | 2297    | 770           | 670     | 352    | 253        | 249        | 7     |
| 1938 | 2308    | 776           | 679     | 352    | 253        | 248        | 8     |
| 1939 | 2317    | 779           | 685     | 355    | 246        | 252        | 6     |